# Khalifa Mubarak
Khalifah Mubarak (Arabic:خليفة مبارك) (sinh ngày 30 tháng 10 năm 1993) là một cầu thủ bóng đá người Các Tiểu vương quốc Ả Rập Thống nhất. Hiện tại anh thi đấu cho Al Nasr.